# Montclar-Lauragais
Montclar-Lauragais är en kommun i departementet Haute-Garonne i regionen Occitanien i södra Frankrike. Kommunen ligger i kantonen Villefranche-de-Lauragais som tillhör arrondissementet Toulouse. År 2022 hade Montclar-Lauragais 245 invånare.

## Befolkningsutveckling
Antalet invånare i kommunen Montclar-Lauragais
Referens:INSEE